# Anwar (Vorname)
Anwar  ist ein arabischer männlicher und weiblicher Vorname.

## Herkunft und Bedeutung
Anwar (arabisch أنور) bedeutet ‚der Erleuchtete‘, Anwār (arabisch أنوار) bedeutet ‚das frühe Licht, das gesammelte Licht‘ und ist in dieser Form als weiblicher Vorname geläufiger.

## Varianten und Verbreitung
Der Name ist in allen muslimisch beeinflussten Ländern heimisch.
Sprachvarianten sind:
- albanisch Enver
- aserbaidschanisch Ənvər
- französisch Anouar in allen frankophonen Gebieten
- kasachisch Әнуар Änuar
- russisch Анвар Anwar
- türkisch Enver
- uigurisch ئەنۋەر Ənvər

Varianten sind:
- Anwaruddin

## Namensträger
- Anwar Ibrahim (* 1947), malaysischer Politiker
- Anwar al-Balkimi, ägyptischer Politiker
- Anwar as-Sadat (1918–1981), ägyptischer Staatspräsident
- Anwar Uddin (* 1981), englischer Fußballspieler bangladeschischer Herkunft
- Anwar El Ghazi (* 1995), niederländischer Fußballspieler